# Mendoravia dumaziana
Mendoravia es un género monotípico de plantas con flores  perteneciente a la familia Fabaceae. Su única especie: Mendoravia dumaziana, es oritinaria de Madagascar.

## Descripción
Mendoravia dumaziana es un árbol con hojas simples sin estípulas nativo del Océano Índico y Madagascar. Las inflorescencias de flores hermafroditas se encuentran en panículas con pocas flores de 5-6 pétalos. El fruto tiene dos valvas y no es drupaceo con venas que lo recorren longitudinalmente.

## Taxonomía
El género fue descrito por René Paul Raymond Capuron y publicado en Adansonia: recueil périodique d'observations botanique, n.s. 8(2): 208–211, f. 2. 1968.